# Rhombicosidodécaèdre diminué
Le rhombicosidodécaèdre diminué est un polyèdre qui fait partie des solides de Johnson (J76). 
Comme son nom l'indique, il peut être obtenue à partir d'un rhombicosidodécaèdre auquel on a détaché une coupole décagonale (J5). 
Les 92 solides de Johnson ont été nommés et décrits par Norman Johnson en 1966.